# Desojo (Navarra)
Desojo ist ein nordspanisches Dorf und eine Gemeinde (municipio) mit 70 Einwohnern (Stand: 2024) im Süden der Autonomen Gemeinschaft Navarra. 

## Lage und Klima
Die Gemeinde Desojo liegt gut 55 km (Fahrtstrecke) westsüdwestlich von Pamplona bzw. ca. 18 km nordöstlich von Logroño in einer Höhe von ca. 515 m. Das Klima ist gemäßigt bis warm; Regen (ca. 604 mm/Jahr) fällt überwiegend im Winterhalbjahr.

## Bevölkerungsentwicklung
| Jahr      | 1970 | 1981 | 1991 | 2001 | 2011 | 2021 |
| Einwohner | 261  | 163  | 167  | 134  | 102  | 72   |

## Sehenswürdigkeiten

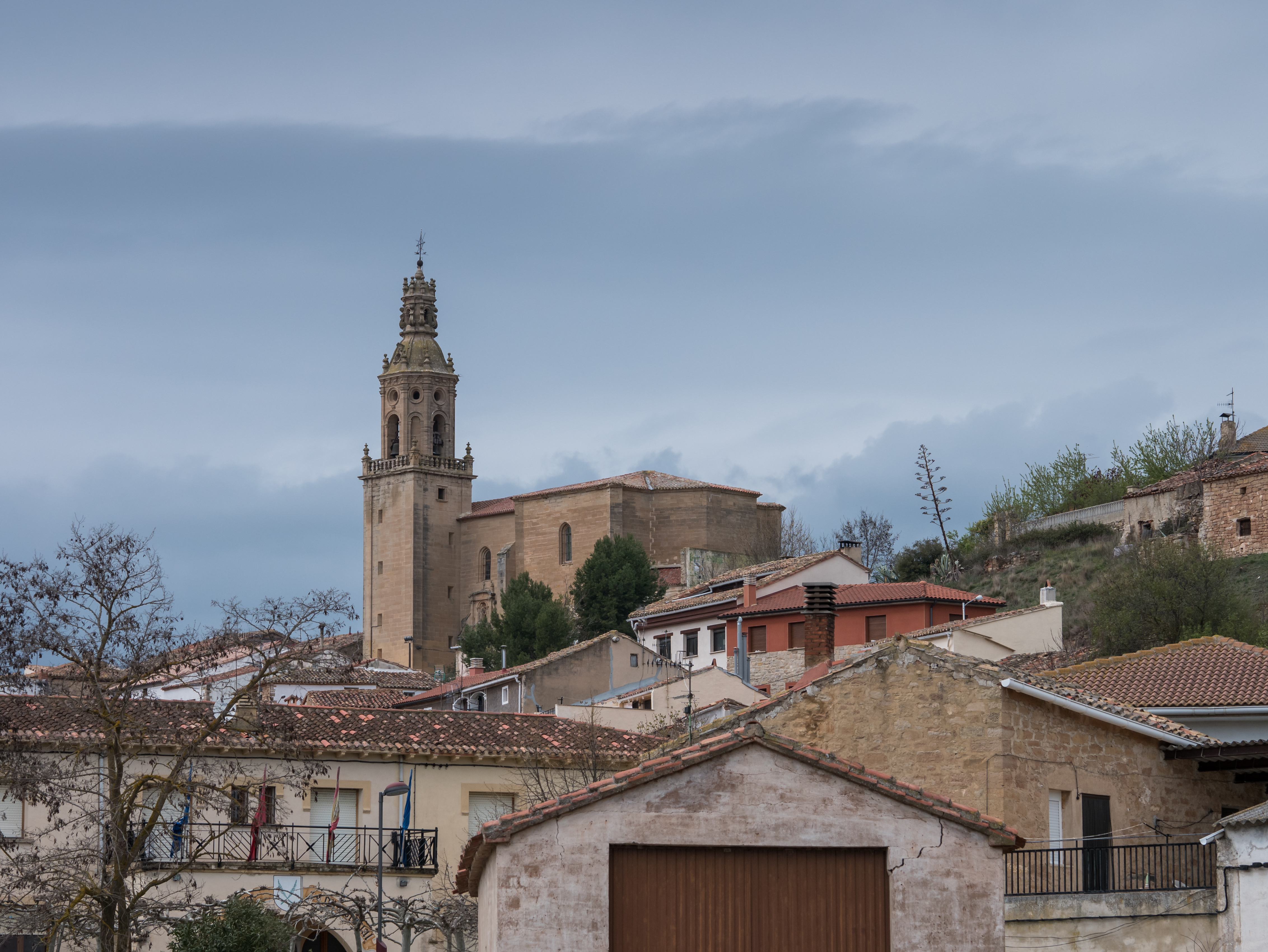
Marienkirche
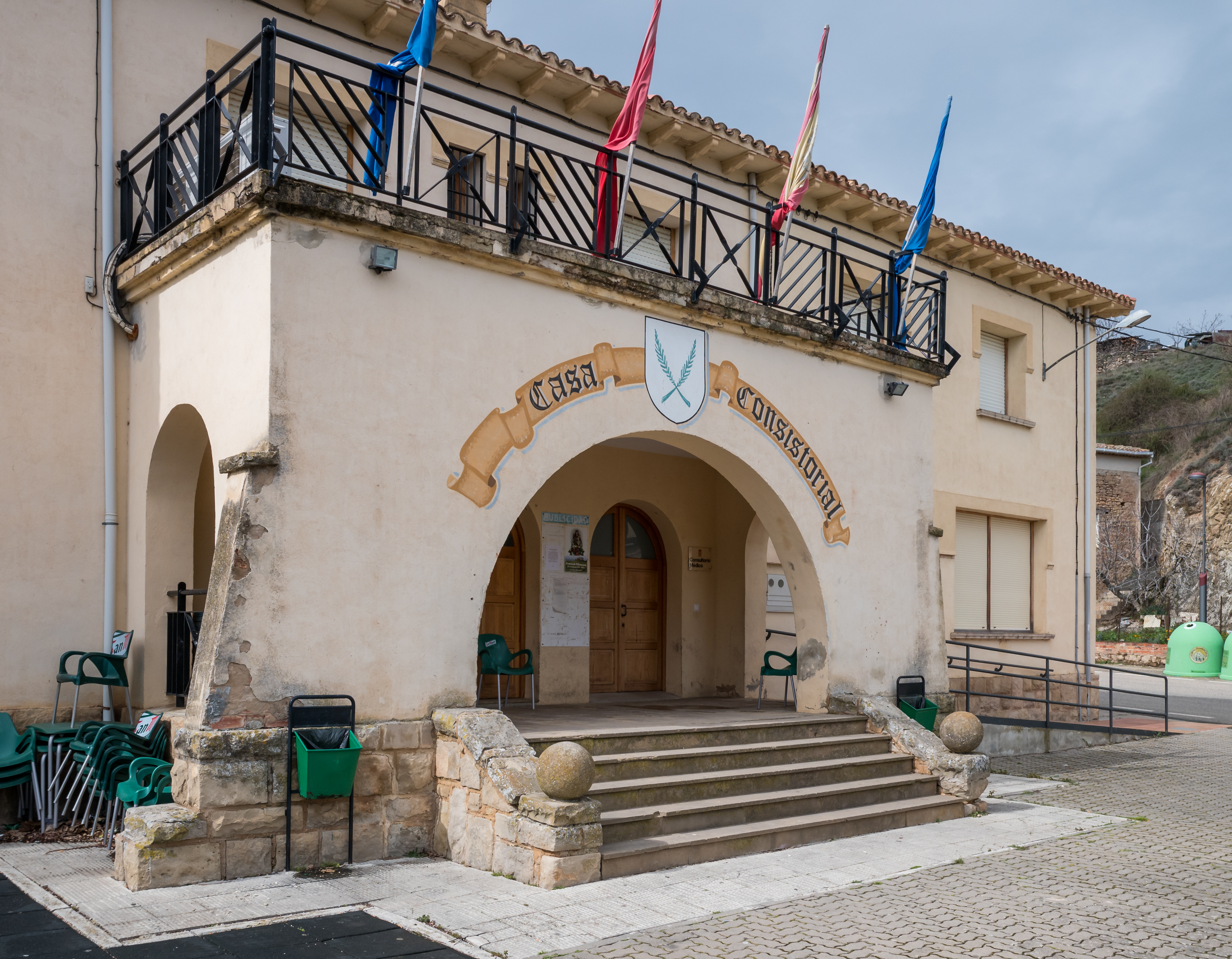
Marienkapelle

- Marienkirche
- Rathaus